# Trattato di Tarascona
Il trattato di Tarascona fu un accordo siglato il 19 febbraio 1291 fra Alfonso III d'Aragona e Carlo II d'Angiò nella città francese di Tarascona, circa a metà strada tra la sede papale di Avignone ed Arles, allora governata dai Conti di Provenza, per concludere la guerra scoppiata con i Vespri siciliani.
Filippo IV di Francia (Filippo il Bello) e il papa Niccolò IV desideravano impedire la dominazione degli aragonesi sulla Sicilia, ma erano stati incapaci di battere con le armi la resistenza di Giacomo, re di Sicilia. Così avviarono dei negoziati con il fratello Alfonso che portarono alla firma del trattato di Tarascona fra il re aragonese e Sancho IV di Castiglia da una parte e Carlo II d'Angiò e il papa, dall'altra.
Alfonso s'impegnava:
- a recarsi a Roma per chiedere la revoca della scomunica,
- a pagare 30 once d'oro alla Chiesa come risarcimento,
- a organizzare una crociata in Terra santa,
- a ordinare un ritiro incondizionato dell'armata aragonese in Sicilia.

Alfonso avrebbe ottenuto la nomina papale della signoria su Maiorca di Giacomo, concessa precedentemente da Papa Martino IV a Carlo di Valois.
Tuttavia il trattato rimase inapplicato a causa della scomparsa di Alfonso, e il papa Niccolò IV colse l'occasione per indire una crociata comandata da Carlo di Valois contro gli Aragonesi. Successivamente nel 1295 Giacomo firmò il trattato di Anagni, ma anche questo rimase inapplicato.